# Maasoeverpark
Het Maasoeverpark is een park in Blerick in de Nederlandse gemeente Venlo. Het park is onderdeel van de Maascorridor en halverwege ligt de Blerickse passantenhaven.
Grofweg loopt dit park langs de westoever van de Maas, van de Zuiderbrug, via de Blerickse passantenhaven, naar de Stadsbrug. Naar het zuiden ligt de Romeinenweerd.
In het gebied zijn Galloway-koeien uitgezet.